# Alysia triangulator
Alysia triangulator är en stekelart som först beskrevs av Christian Gottfried Daniel Nees von Esenbeck 1812.  Alysia triangulator ingår i släktet Alysia och familjen bracksteklar. Inga underarter finns listade i Catalogue of Life.